# Систематика
Систематика (від грец. συστηματικός — впорядкований, що належить до системи) — приведення в систему, а також системна класифікація предмета вивчення. Часто систематика є допоміжною дисципліною, яка допомагає впорядковувати об'єкти, які вивчає дана наука; наприклад, біологічна систематика, мовна систематика.

## Біологічна систематика
Біологічна систематика — розділ біології, покликаний створити єдину струнку систему живого світу на основі виділення системи біологічних таксонів і відповідних назв, вибудуваних за певними правилами (номенклатура). Терміни «систематика» і «таксономія» часто використовують як синоніми[джерело?].
Напрями сучасної біологічної систематики:
1) Цифровий (фенетична систематика)- ґрунтується на загальній подібності організмів і може не відображати філогенетичні зв'язки.
2) Еволюційний (ейфілістика)- ґрунтується на знаннях еволюційних відносин між спорідненими групами і подібності багатьох ознак організмів.
3) Філогенетичний (кладистика)- визначає еволюційні взаємини між різними видами на Землі, сучасними та вимерлими.

## Загальні принципи систематики
Загальні принципи:
- Присвоєння наукової назви або поняття.
- Опис.
- Виділення подібності та відмінності з близькими поняттями.
- Класифікація.
- Схожість

## Систематика як наука

### Практична загальна систематика
- аналітична, або ідіографічна, систематика;
  - Опис видів та інших таксономічних одиниць;
  - Розмежування видів та інших таксономічних одиниць;
  - Питання про таксономічні одиниці різного порядку.
- Синтетична або номографічна, систематика.

### Теоретична загальна систематика
- Номотетична систематика
- Філогенія і систематика
- Логіка систематики
- Філософія систематики

### Системний підхід
Див. докладніше Системний підхід.
Напрям методології наукового пізнання і соціальної практики, в основі якого лежить розгляд складних об'єктів як цілісних систем, що складаються з сукупності структурних одиниць нижчого рівня, що взаємодіють між собою та зі зовнішнім середовищем. Системний підхід використовує ряд категорій і понять високого рівня спільності.